# المدرسة الوطنية للأفلام في وودج
 المدرسة الوطنية للأفلام في مدينة وودج هي من أبرز معاهد السينما والمسرح في بولندا، ويتم بها تدريس الإخراج السينمائي والتصوير والتمثيل وغيرها من الفنون المسرحية. تأسس في 8 مارس 1948 في وودج وكان مقررا في البداية أن يتم نقل المعهد إلى مدينة وارسو في اقرب وقت بعد إعادة بناءها بعد أن دُمرت في الحرب العالمية الثانية وأيضاً بعد انتفاضة وارسو. ومع ذلك، بقى المعهد من أفضل المؤسسات التعليمية المعروفة في بولندا وأوروبا.

## التاريخ
حتى عام 1958 كان المعهد عبارة عن معهدين مختلفين تماماً: واحد للممثلين والاخر للمخرجين. تم نقل المعاهد من مدينة وارسو للمدينة المجاورة وودج بعد الحرب العالمية الثانية. كان ينظر في البداية لهذه الخطوة كتدبير مؤقت، كان اسم المعهد (المدرسة الوطنية العليا للمسرح في وارسو ومركزها في وودج). ومؤسسها الممثل البولندي الشهير ليون شيلر وهو أول رئيس للمعهد. تم تقسيمه سنة 1949 إلى فرعين، واحد بالفعل انتقل إلى وارسو، والاخر لا يزال في وودج تحت إشراف كازيميرز دياميك (منذ 1950).
كانت السنوات التي سبقت عملية الدمج سنة 1958 تلك التي أخرجت فنانين معهد السينما البولندية البارزين والأمر الذي أدى إلى زيادة شعبيته وخلق سمعة جيدة للمعهد باعتباره المؤسسة التعليمية الأكثر ليبرالية وشيوعية في بولندا. ومن أبرز خريجين تلك الفترة كان أندريه مونك، [[يانوش مورجينسترنأندريه فايدا، كازيميرز كوتز ، وفي عام 1954 انضم إليهم رومان بولانسكي
بعد عام 1958 أصبح المعهد واحد من أبرز مراكز الأبحاث الثقافية لبولندا، وواحد من أفضل مدارس السينما في أوروبا، ويدرس به العديد من الطلبة الأجانب.
حصل ثلاث فنانين من خريجي المعهد على جائزة الاوسكار: رومان بولانسكي واندريه فايدا، وزبيغنيو ريبسينسكي

## أشهر الخريجين

### مخرجين
- فيلكس فالك
- كازيميرز كاراباش
- دوراتا كدزرزافسكا
- كريستوف كيشلوفسكي، رُشح لجائزة الاوسكار
- كازيميرز كوتز
- يان ماخولسكي
- ليوليوش ماخولسكي
- أندريه مونك
- فلاديسلاف باسكوفسكي
- ماريك بيفوفسكي
- رومان بولانسكي، حاصل على جائزة الاوسكار، وجائزة السعفة الذهبية، وجائزة BAFTA، وجائزة Palme d'Or
- جيرزي سكوليموفسكي
- بيتر شولكن
- بيتر تشاسكلسكي
- اندريه فايدا، حاصل على جائزة الاوسكار، وجائزة BAFTA، وجائزة Palme d'Or
- ماسيج فويتشكو
- كريستوف زانوسي
- ايميلي يونغ، حاصلة على جائزة BAFTA
- ماريا سادوفسكا
- شوقى الماجرى الحاصل على جائزة الايمى

### مصورين سينمائيين
- باول ادلمان، رُشح لجائزة الاوسكار وجائزة BAFTA
- سلافومير ادياك، رُشح لجائزة الاوسكار
- إدوارد كلوسنسكي
- يان ياكوب كولسكي
- كرزيستوف بتاك
- زبيغنيو ريبسينسكي
- برزيميسلاف سكفيرشنسكي
- بيوتر سوبونسكي
- فيتولد سابوتنسكي
- داريوس فولسكي

### ممثلين
- شيمون بابروفسكي
- باربرا بريلسكا
- مارغريت فوريمنياك
- يانوش جايوس
- توماش كونيشني
- جيرزي ماتوشكيفتش، مغني جاز
- سيزاري بازورا
- بياتا بوزنياك
- بولا راكسا
- زبيغنيو زاماخوفسكي